# Keskari
Die Familie Keskari, ursprünglich Kürschner in der heute nordmazedonischen Stadt Ohrid, betreibt seit 1856 in Deutschland ein Handels- und Produktionsunternehmen, anfangs ausschließlich in der Pelzbranche. Der Firmenname und die Rechtsform wechselten verschiedentlich, immer war jedoch Keskari ein Namensbestandteil. In der Zeit nach dem Zweiten Weltkrieg lag der Schwerpunkt in der Herstellung und dem Handel von Zutaten für die Pelzproduktion. Herausragend in der Unternehmensgeschichte ist die Konstruktion eines neuartigen Klipverschlusses, dem so genannten „Keska“, der die bis dahin bei Pelzbekleidung gebräuchlichen Verschlüsse (Knöpfe mit Knopfleiste oder Haken und Öse) ablöste. Der Klipverschluss in der Art des Keska ist heute weltweit der übliche Pelzverschluss. Auch nach Ablauf des Patentschutzes ist in der Pelzbranche im deutschsprachigen Raum umgangssprachlich noch der Begriff Keska für einen Klipverschluss allgemein gebräuchlich (2013).

## Firmengeschichte

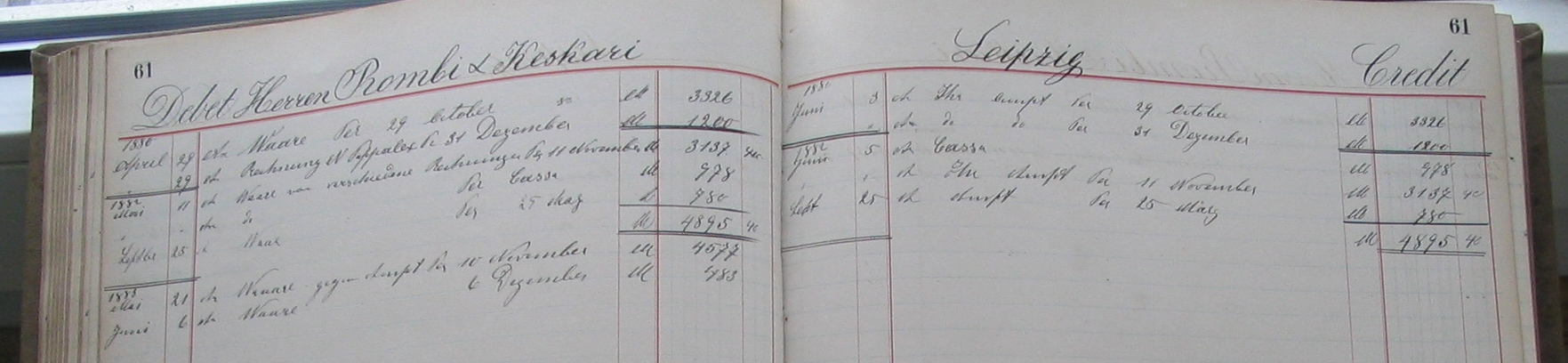
Eintragung im Hauptbuch der Leipziger Pelzhandelsfirma Dedo für die Herren Rombi & Keskari im Jahr 1880

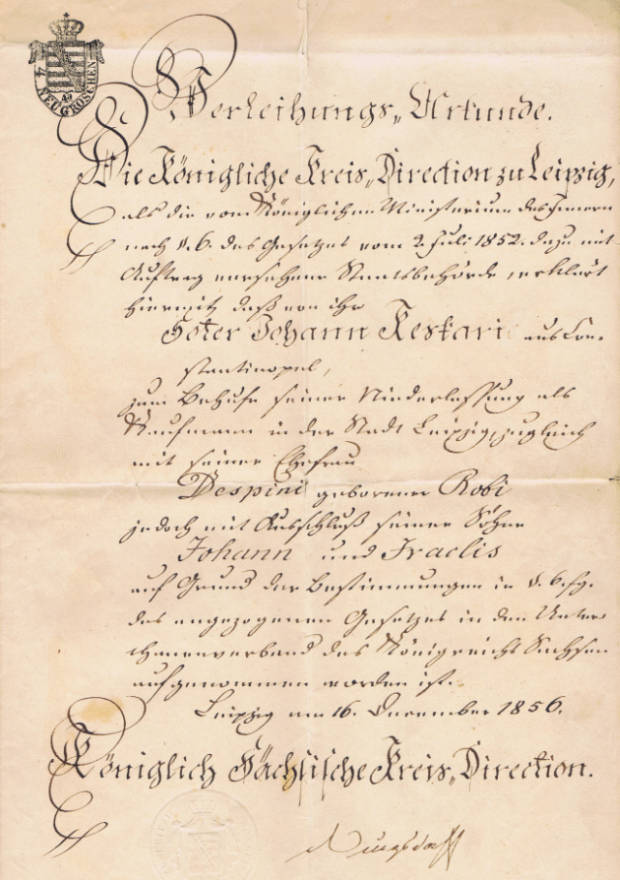
Urkunde zur Niederlassung des Kaufmanns Soter Keskari in Leipzig vom 16. November 1856

Das osmanische Ochrida, heute Ohrid in Nordmazedonien, ist ein Ort mit einer langen Tradition als Kürschnerstadt, wie auch die nicht weit entfernten Kastoria und Siatista (beide heute in Griechenland). Der Vorfahr Soter Keschar (bulgarisch Сотир Христов Кецкаров Sotir Christow Keskarow, deutsch ‚Soter Johann Keskari‘; * 1821; † 10. August 1878 in Leipzig) stammt aus einer alten Kürschnerfamilie in Ochrida. Er war mit Despina Robewa-Keschar verheiratet, Tochter des Aufklärers Atanas Robew, aus der ebenfalls aus Ohrid stammende Händlerfamilie Robewi. Das Ehepaar musste von dort fliehen, weil Soter führend an der Bewegung beteiligt war, welche versuchte die unter türkischem Druck stehende bulgarische Kirche zu befreien (→Bulgarisch-griechischer Kirchenkampf). Dabei beteiligte er sich 1853 an den Versuch den ökumenischen Bischof von Ochrida zu entmachten, wofür er verhaftet und auf Athos verbannt wurde. Soter konnte jedoch entfliehen und gelangte über Triest und Wien und mithilfe von Freunden und der Familie Robew nach Leipzig, wo zu der Zeit das große europäische Pelzhandelszentrum, der Leipziger Brühl entstand.
Als Soter Keschar sächsischer Staatsbürger wurde, änderte er seinen Nachnamen in Keskari, alle heutigen Träger des Namens sind Nachfahren des Ehepaars Soter und Despina Keskari. In Leipzig übernahm er zunächst die Niederlassung des Familienbetriebes Herren Rombi & Keskari (bulgarisch Братя Робеви и Кецкарови Bratja Robewi und Keskarowi). Nachdem 1856 Soter Bürger von Leipzig und 1857 sächsischer Staatsbürger geworden war, machte sich er bald als Rauchwarenhändler selbständig. Eine Bilanz des Jahres 1868 führt folgenden Warenbestand auf: „1394 Weißfüchse, 2167 virginische Füchse, 5691 Fuchsrücken schmal, 640 Fuchskehlen“. Die vorgenannten Orte, Ochrida nicht mehr, beschäftigen sich noch heute vornehmlich mit der Pelzstücken-Verarbeitung. Eine der noch erhaltenen Aufzeichnungen belegt, dass er als Vermittler zwischen Leipzig und Ochrida 1867 von einem Herrn Breuer aus Paris Folgendes angeboten bekam: „224 Pfund Steinmarderstücken zu 1 1⁄4 Thaler, 80 Pfund Zobelstücken zu 6 Thaler und 81 Pfund Nerzstücken zu 10 Pfennige das Pfund“. Sotar Keskari kaufte überall die Pelzreste auf und verschickte sie nach dem Balkan oder verkaufte sie nach dort auf der Leipziger Messe. 1900 schrieb Dimitri Ch. Totchkoff: „Ochrida machte sich damals (nach dem Krimkrieg) diesen allgemeinen Aufschwung zu Nutze, und vor allem war es das von einem Bulgaren gegründete grosse Geschäft in Leipzig, die Firma Keskari, welche ein weites Absatzgebiet für Ochridaner Kürschnereiwaren und vor allem bequeme und günstige Bezugsquellen für den in Ochrida zu verarbeitenden Rohstoff schuf“.

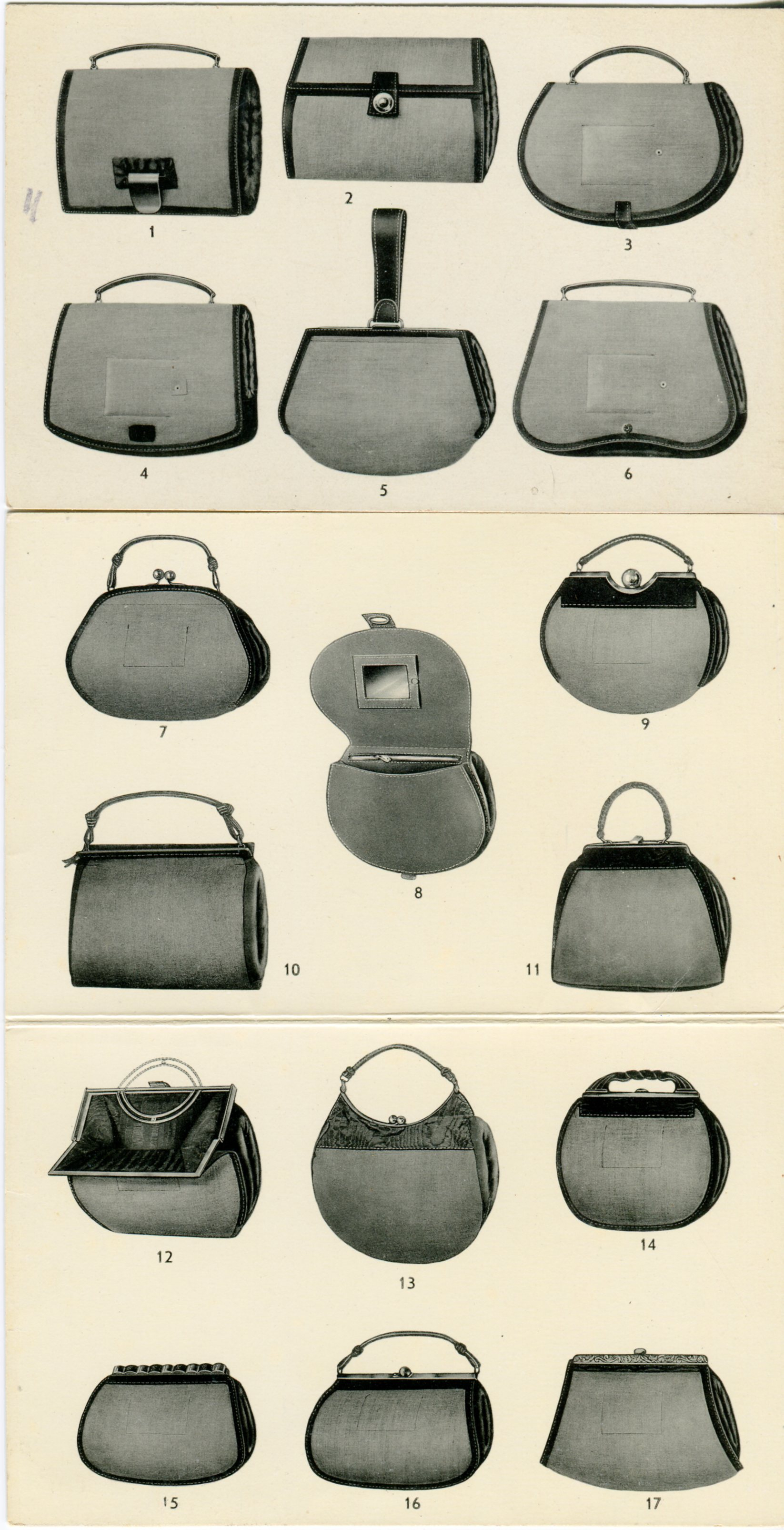
Mufftaschen für den Kürschner, zum Besetzen mit Pelz vorbereitet
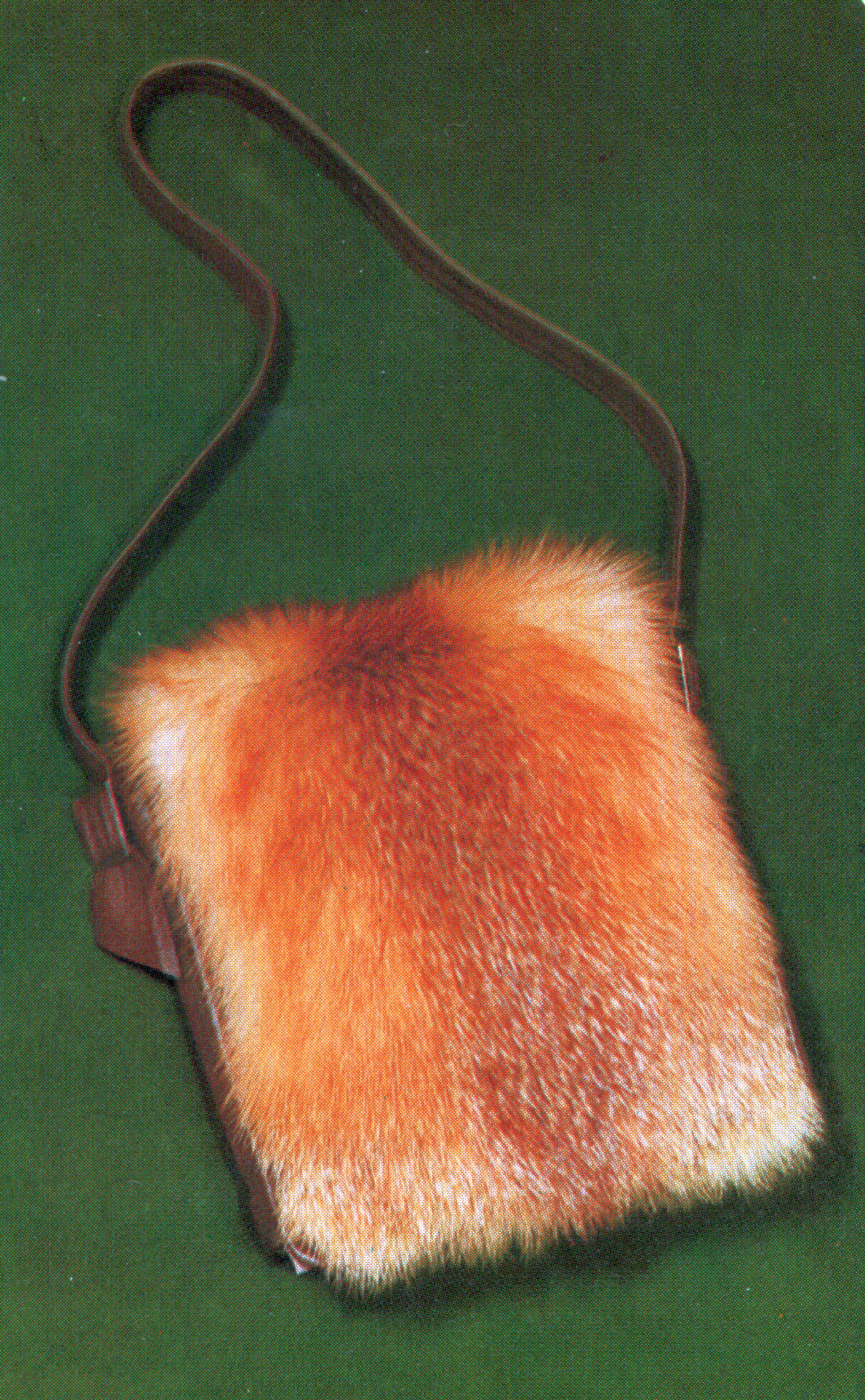
Mufftasche, mit Rotfuchsfell besetzt (1971)

Lange Zahlungsziele waren damals ein großes Problem für den Pelzgroßhandel, viele Händler zahlten nur zur nächsten Messe oder sogar nur einmal jährlich. 1868 wies die Unternehmensbilanz einen Warenbestand im Wert von 5475 Talern auf, die Außenstände betrugen 99.392 Taler. An Barwerten waren 562 Napoleon d’or und andere ausländische Goldmünzen im Wert von 3582 Talern vorhanden. Die Zahlungsgewohnheiten änderten sich jetzt jedoch offenbar rasch, im Jahr 1878 waren es rund eine Million Mark Warenbestand und die Außenstände nur noch rund 12.000 Mark, Barmittel allerdings auch nur noch etwa 4000 Mark.
Auch die Nachfahren Sotar Keskaris lernten in der Rauchwarenbranche. Im Juli 1927 teilen die Herren Leonidas Keskari und Erich Rösicke mit, dass sie in Leipzig auf der Ritterstraße 23/29 unter dem Namen Keskari & Rösicke ein Rauchwarenhandels- und Kommissionsgeschäft eröffnet haben. Im Oktober 1929 verlegten sie die Geschäftsräume auf den Brühl Nr. 52 (Gloecks Haus), im April 1935 nach Brühl 64–66. Als Spezialartikel führten sie 1929 Lammfelle und Lammfelltafeln. Unter diesem Namen bestand das Unternehmen noch 1944, ein Jahr vor Ende des Krieges, obwohl Erich Rösicke bereits 1932 aus dem Unternehmen ausgeschieden war und Leonidas Keskari die Firma allein weiter führte. Eine Fachzeitschrift vermerkte 1944, dass der Firma Keskari & Rösicke im Rahmen der Bewirtschaftung von Rauchwaren russische Pelzhasenfelle zugeteilt worden sind, von denen 50 Prozent für den Verkauf im Inland verwendet werden können.
Die Zeit nach der zwischen 1928 und 1930 eingesetzten Weltwirtschaftskrise waren auch für Leonidas, den Enkel des Firmengründers, äußerst schwierig. Er handelte damals viel mit dem eigentlich bis in die 1980er Jahre beliebten Pelzartikel Buenolamm, die Regale und Körbe lagen 1933 voll mit Fellen geringerer Qualität dieser Sorte, sie schienen fast unverkäuflich. Seine Frau, die nicht im Geschäft tätig war, sich aber als Hobby mit der Anfertigung gobelinbestickter Taschen beschäftigte, brachte ihn auf eine sehr geschäftsträchtige Idee. Sie hatte einen Muff mit einer Handtasche kombiniert und schlug vor, sie mit den „nichtsnutzigen“ Buenos zu besetzen. Die erste Tasche bestellte der Kürschner Albert Rosenstein in Berlin, im selben Jahr wurde der Gebrauchsmusterschutz angemeldet und im nächsten Jahr gingen der Werkstatt bereits die Buenos aus und man musste Felle zukaufen.  Das war der Anfang einer bedeutenden Mufftaschen- und Muffbeutelproduktion, die auch 2022 noch bestand. Ende 1935 wurde die Firma C. Keskari & Co., Leipzig, Lange Straße 8 mit dem Geschäftszweig „Fabrikation von Handtaschen und Pelzteilen“ in das Handelsregister eingetragen.
Seit den 1950er Jahren zeigt das Logo der Firma ein so genanntes „Muffmännchen“. Es trägt eine Mufftasche vor dem Körper, in das es seine Hände steckt. In Anbetracht, dass sich der Produktionsschwerpunkt des Unternehmens inzwischen vom Zulieferer für das Pelzgewerbe weg entwickelt hatte, wurde erwogen, dieses Firmensignet aufzugeben. Stattdessen wurde jedoch ein ähnliches, vereinfachteres Muffmännchen entworfen. Auf der Homepage der Firma heißt es dazu: „Doch in einem neuen Outfit steht es eigentlich für alles, für das die Firma Keskari auch steht: Tradition, Innovation und Funktionalität. Außerdem fühlen sich viele Mitarbeiter dem Muffmännchen emotional verbunden und so möchten wir auf dieses Teammitglied auf gar keinen Fall verzichten.“

### Nach 1945
Die beiden unter dem Namen Keskari geführten Leipziger Betriebe wurden bei dem großen Luftangriff vom 4. Dezember 1943 zerstört. Hamburg und vor allem das am Fuß des Taunus gelegene Frankfurt am Main entwickelten sich nach dem Zweiten Weltkrieg zu den neuen Pelzwirtschaftszentren der Bundesrepublik (siehe dazu Pelzhandelszentrum Niddastraße). Zwar hatte Charlotte Keskari zuvor in der Leipziger Leibnizstraße auf dem eigenen Grundstück den Betrieb in ganz kleinem Rahmen wieder aufgebaut, doch sah man die Zukunft der Branche in richtiger Voraussicht im Westen. Zuerst in Buchen im Odenwald, später in Fischbach im Taunus, heute ein Stadtteil von Kelkheim, entstand eine Produktionsstätte mit Kürschnerei und zunehmend für Kürschnerzutaten; die Firmenzentrale etablierte sich, zusammen mit anderen Pelzfirmen, in Hamburg auf der Spaldingstraße. Der Geschäftsbereich des Unternehmens veränderte sich nun weiter zunehmend vom Rauchwarenhandel auf andere Zweige der Pelzindustrie. Diverse Patente und Gebrauchsmuster für Kürschnereizubehör und -geräte wurden in mehreren Ländern angemeldet.
Mit dem erheblichen Rückgang der deutschen Pelzproduktion seit etwa den 1990er Jahren und der Abnahme der Kürschnerbetriebe in Europa überhaupt – die Pelzherstellung verlagerte sich zum größten Teil nach Asien, insbesondere nach China mit einer ebenfalls sehr alten Kürschnertradition – verringerte sich auch der Inlandsmarkt für Kürschnereiprodukte, den Patentschutz für den Keska in den verschiedenen Ländern hatte man nicht verlängern können. Nach dem Tod von Martin Keskari im August 1981, zu der Zeit auch Mitinhaber des Rauchwarenhandelsunternehmens Hermann Deninger in Frankfurt am Main, wurde die Firma L. Keskari & Co von den Mitinhabern, seinen beiden Schwestern, liquidiert und die Niederlassungen in Hamburg und Köln geschlossen beziehungsweise verkauft. Die Ehefrau Christiane Keskari gründete die Firma C. Keskari als Einzelunternehmen neu in Kelkheim und führte die Geschäftstätigkeit im verringerten Umfang weiter. Seit ihrem Tod im Jahr 1985 wird das Unternehmen vom Sohn Christoph Keskari geführt.
Schon früher stellte das Unternehmen auch Produkte her, die nicht mit dem Pelz in Beziehung standen, insbesondere im Taschenbereich. Eines der ersten richtig erfolgreichen Produkte nach dem Zweiten Weltkrieg war die Liegematte „Lima“. Sie ermöglichte in größeren Stückzahlen eine Erweiterung der Produktion in einer Zeit, in der die Pelzbranche sich erst wieder erholen musste. Ein weiterer Schwerpunkt wurde der Feintäschnerbereich mit Portemonnaies, Taschen und die Herstellung von Spezialtaschen für besondere Anwendungsbereiche und Berufe, insbesondere auch Taschen aus technischen Textilien.

## Der Keska

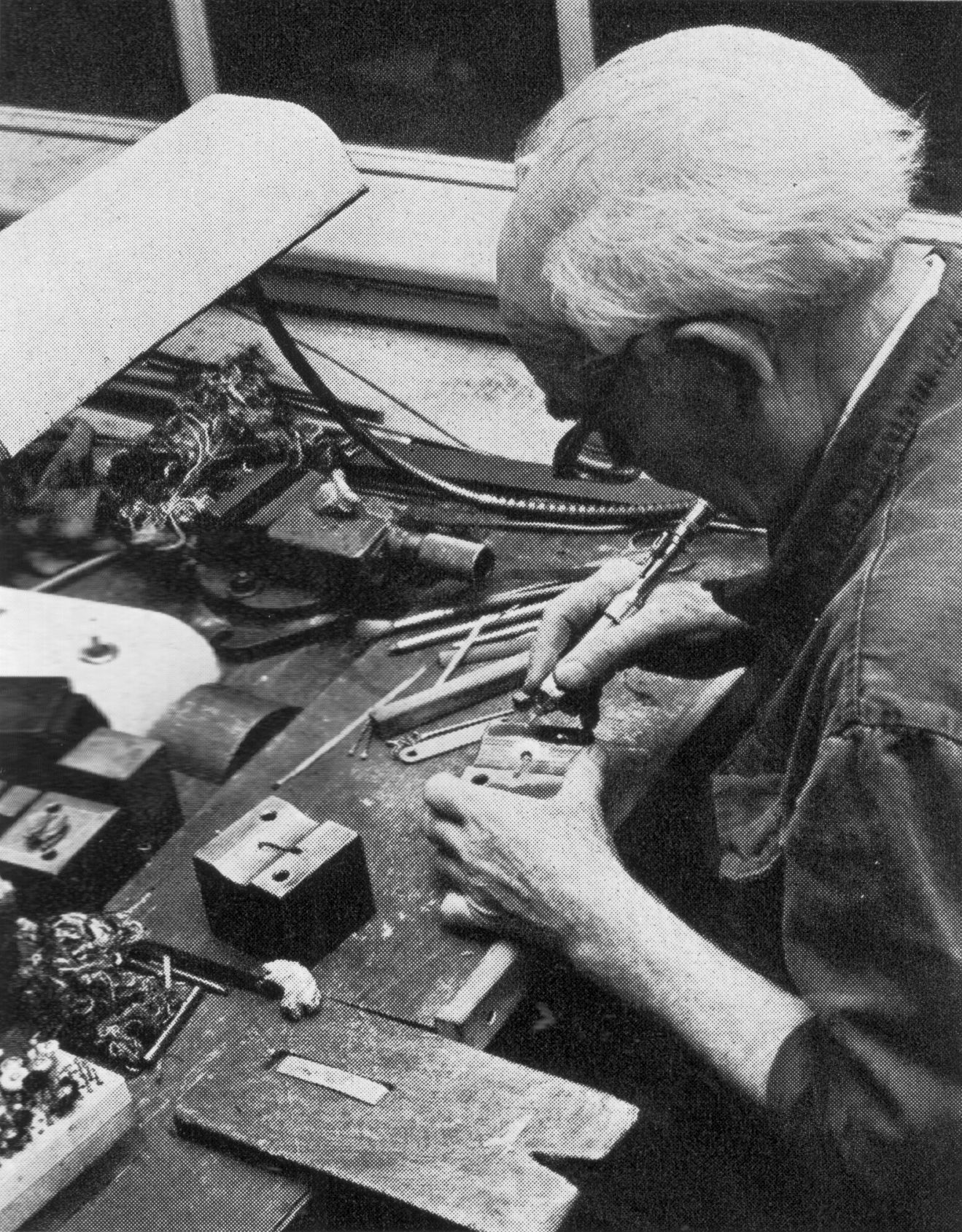
Gravieren des Gesenks zur Herstellung der Oberteile der Keska

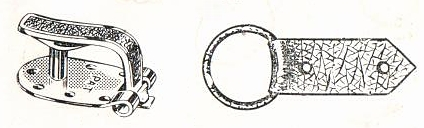
Modell OP: Oberteil Messing poliert, mit Lederstreifen ausgelegt, Lederring und Lederstrippe (etwa 1963)

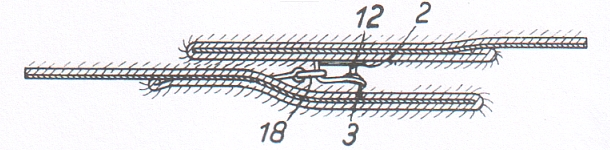
Funktionsskizze des Keska

Im Jahr 1934 bot die Firma Arno Tasche aus Leipzig einen neuartigen Klipverschluss für Pelze an. Der Klip konnte mit Pelz überzogen werden oder in Messing hochglanz vernickelt oder verschiedenfarbig oxydgefärbt geliefert werden. Die Gegenseite, ein Ring, wurde von einem Gummiband elastisch gehalten. Bis dahin, und weitgehend auch weiterhin, war es üblich, Pelzbekleidung mit Knöpfen und Knopfleisten wie bei Textilien zu versehen. Weitere Alternativen waren, durch das Fell meist auffällig große, pelzbezogene Knöpfe, Posamentenverschlüsse oder aber Haken und Ösen, letztere boten jedoch keinen zuverlässigen Halt. Da Knöpfe und Knopfleiste auf dem wertvollen Material sehr störten, wurden die Teile oftmals ohne jede Schließmöglichkeit hergestellt, insbesondere bei einem Winterbekleidungsstück keine befriedigende Lösung. Eine weitere, nicht viel schönere und dazu das Fell sehr strapazierende Variante ist es, in den Pelz selbst Knopflöcher oder in die Vorderkante Knopfschlingen einzuarbeiten, so dass die Knöpfe, anders als bei der Knopfleiste, auch beim geschlossenen Pelz sichtbar sind.
1952 stellte die Firma Keskari in eigener Werkstatt den ersten „Keska“ her, einen erstmals eingenäht kaum mehr sichtbaren Verschluss für Pelzmäntel und -jacken. Die Entwicklung von der Idee bis zur ersten Realisierung und Patentierung dauerte ein knappes Jahr. Die Firma füllte mit diesem, gegenüber dem der Firma Tasche viel kleineren und unauffälligen Modell, eine Marktlücke, und dies zu einer Zeit, da Deutschland das sogenannte Wirtschaftswunder erlebte und der Hauptverbraucher und -produzent für Pelzwaren war. Das waren ideale Bedingungen dafür, dass sich nach der Vorstellung des neuen Produkts auf der Frankfurter Pelzmesse 1952 der Klip sehr schnell in fast alle westlichen pelzproduzierenden Länder verbreitete. Auch die bald in großen Teilen ins Ausland verlagerte Herstellung der in Mitteleuropa angebotenen Pelzkonfektion trug hierzu bei, in den Zeiten des ersten Pelzbooms betrug die Produktion des auch für Webpelze verwendeten Keskaverschlusses bald mehrere Millionen jährlich. Schon vor Ablauf des Patentschutzes wurde der Verschluss im Ausland, anschließend auch in Deutschland, in ähnlicher Weise nachgebaut.
Ein Verschlusspaar setzt sich aus Klip und der Öse zusammen, die in zum Pelz harmonierenden Farben oder mit Messingklip angeboten werden. Die Konstruktion des Keska besteht aus einem klappbaren, federnden Haken mit einer Vertiefung, in die ein auf der Grundplatte befindlicher Stift einrastet. Die Bodenplatte wird auf der Lederseite des Fell, in der Regel auf einer Zwischeneinlage, festgenäht. Der Bügelarm und der Stift zum Einrasten werden durch kleine Einschnitte auf die Haarseite durchgeführt, so dass nur sie zu sehen sind, soweit sie nicht durch die Haare verdeckt sind. In der hochwertigen Version war auf der Oberseite des Keska eine Einlage aus Leder eingeklebt. – Die Öse besteht aus einem einfachen Ring mit einer Lederschlaufe. Korrekt eingenäht schaut nur die halbe Öse aus dem Pelz heraus, das eingeschnittene Leder wird nach dem Durchschieben der halben Öse mit einer Handnaht wieder geschlossen und die Lederschlaufe, wegen der Gefahr des Ausreißens möglichst wieder mit einer textilen Zwischeneinlage, auf der Lederseite angenäht. Der anfangs oft mit Leder bezogene Drahtring wurde im Laufe der Jahre durch weniger empfindliche Kunststoffversionen abgelöst.

## Heutige Produktpalette
Neben den erwähnten Keskaverschlüssen, daunengefüllten Mufftaschen und Muffbeuteln für das Kürschnerhandwerk produziert das Unternehmen Keskari heute unter anderem auch Taschen, Rucksäcke, Sitzkissen und Accessoires für Modedesigner und Künstler sowie Taschen und Hüllen für technische Geräte, sowohl im eigenen Vertrieb wie auch im Kundenauftrag. Kunden sind heute vor allem Speditionen, Handelsketten, Hersteller elektronischer Geräte und alle Unternehmen die Produkte haben, die in einer Tasche aufbewahrt und/oder geschützt werden müssen.

Frühere innovative Produkte
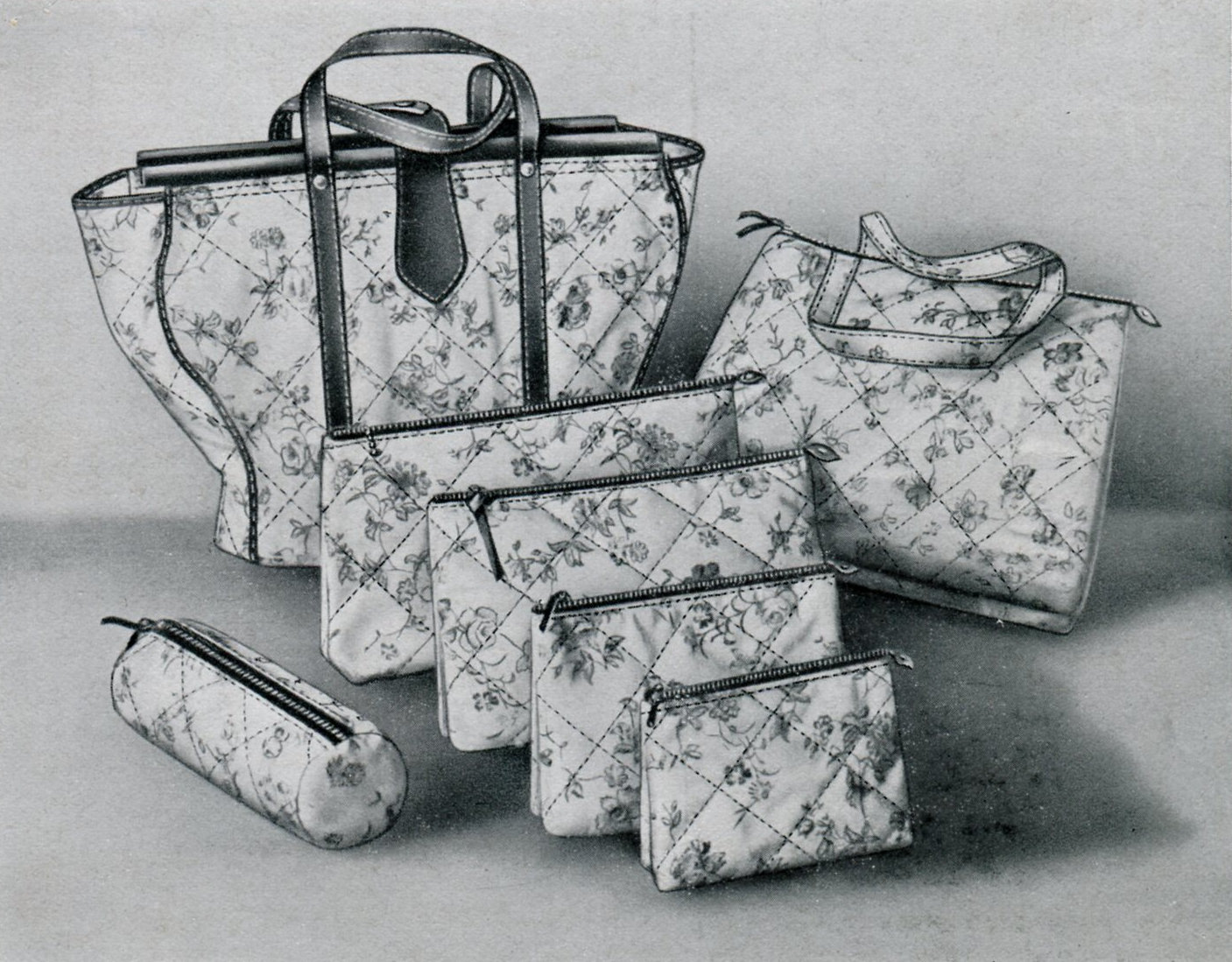
Toilettenetuis
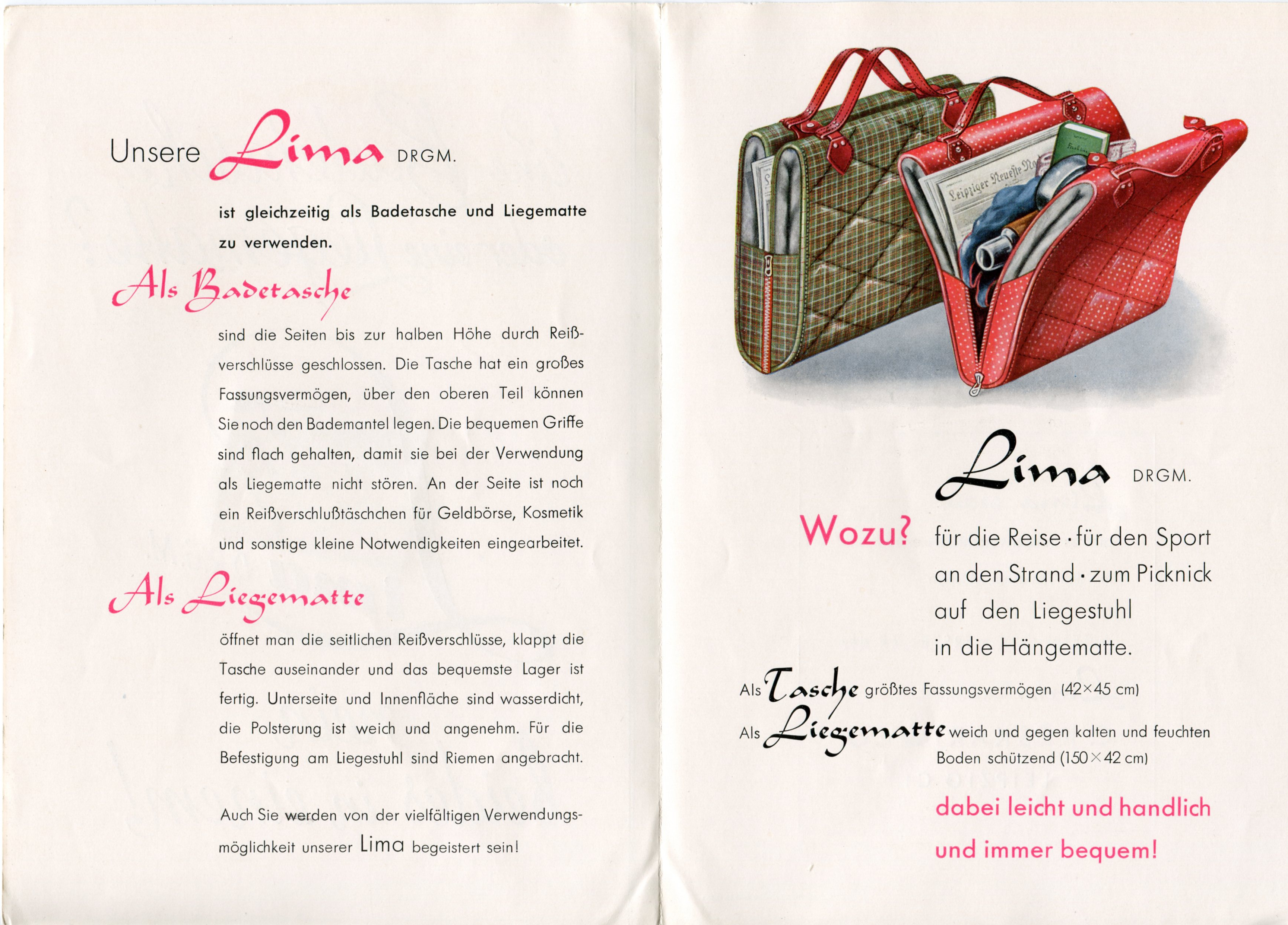
Badetasche, auch als Liegematte zu verwenden
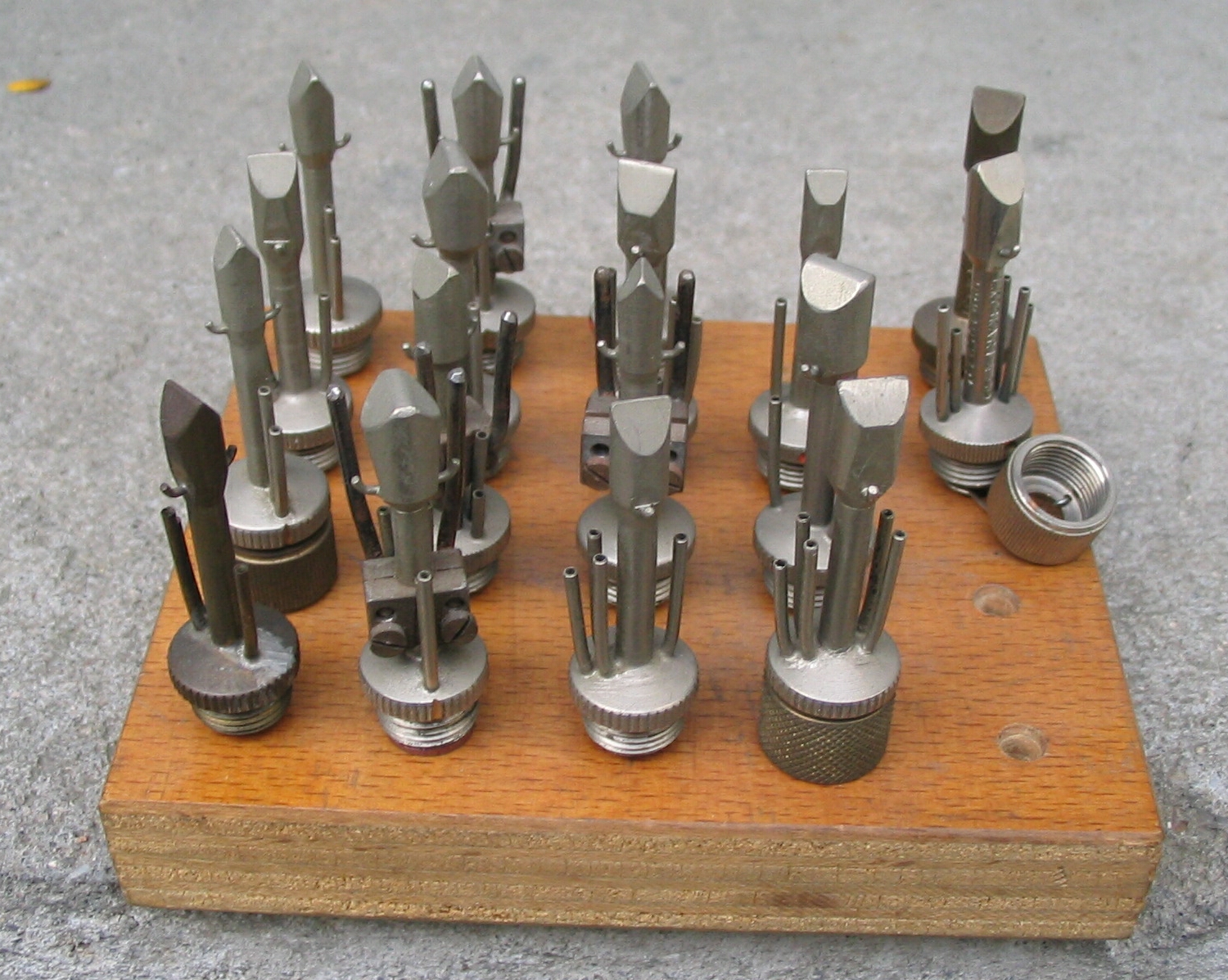
Versuchsreihe für eine patentierte Druckluft-Haar-Einstreichdüse für Pelznähmaschinen
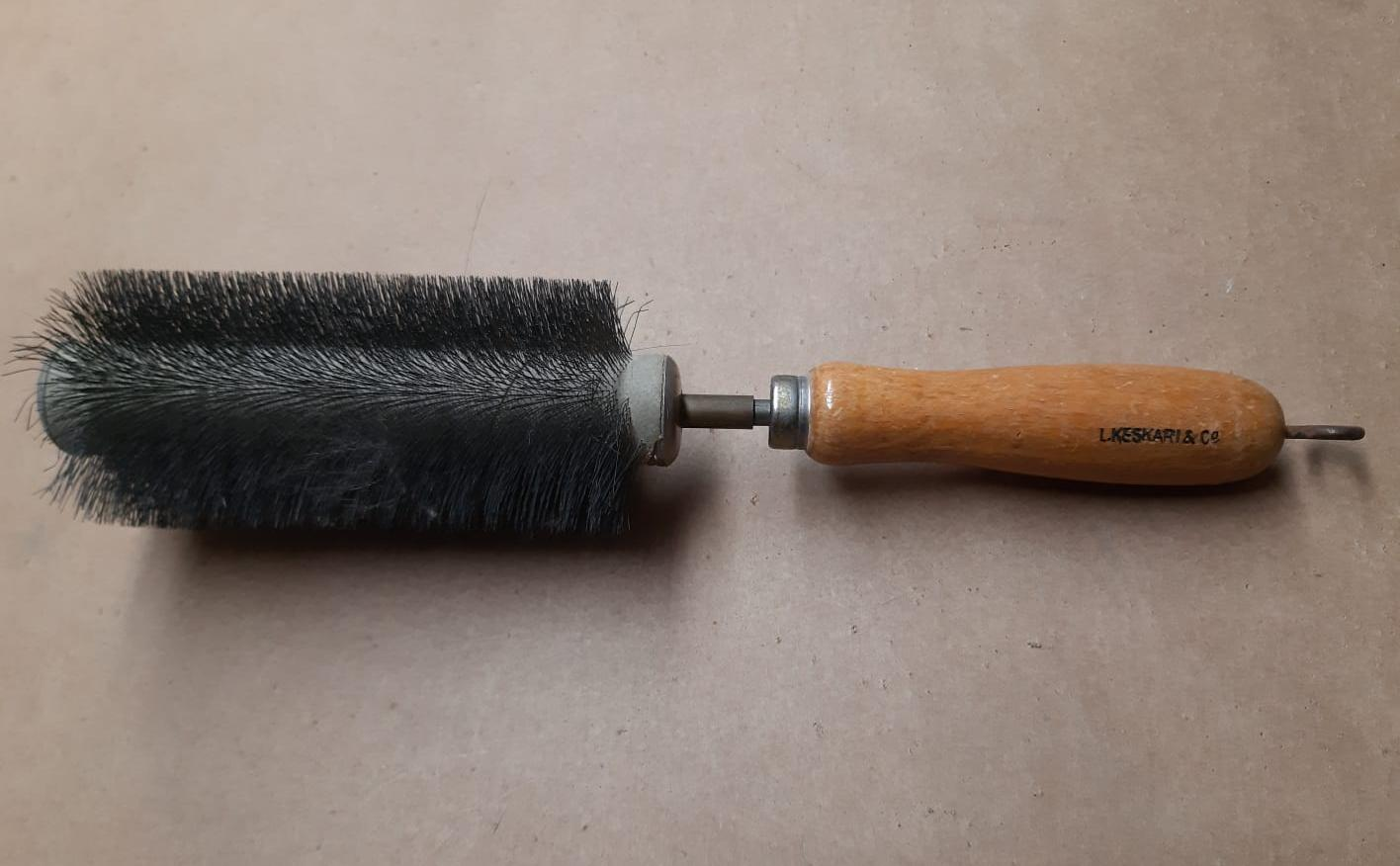
Runde Kürschner-Drahtbürste